# Johann Gustav Fischer (Zoologe)
Johann Gustav Fischer (* 1. März 1819 in Hamburg; † 27. Januar 1889 ebenda) war ein deutscher Zoologe (Herpetologe, Ichthyologe).
Fischer studierte in Leipzig und wurde 1843 in Berlin promoviert mit einer Dissertation über Schädelnerven bei Reptilien und Amphibien. Er lehrte am Johanneum in Hamburg und war später freiwilliger Mitarbeiter am Naturkundemuseum in Hamburg, zuständig für Fische, Reptilien und Amphibien.
Einige Reptilien (wie das Chamäleon Kinyongia fischeri, der Gecko Lygodactylus fischeri) und Amphibien  (wie der Salamander Onychodactylus fischeri und der Frosch Physolaemus fischeri) sind ihm zu Ehren benannt. Er erstbeschrieb die Schlangen Boiga pulverulanta, Enulius flavitorques unicolor und Epicrates striatus, den Gecko Pachydactylus laevigatus.
Neben systematischen Arbeiten befasste er sich auch mit der Anatomie von Reptilien und Amphibien.
Sammlungen aus Ostafrika von Fischer sind in der Herpetologischen Sammlung der Universität Hamburg. Ein Großteil seiner Sammlung wurde vom Natural History Museum in London erworben.
Fischer gehörte von 1880 bis 1889 der Hamburgischen Bürgerschaft an. Dort war er Mitglied der Fraktion der Rechten.

## Schriften
- Über die Familie der Seeschlangen, Hamburg 1855, Archive
- Die Gehirnnerven der Saurier, Osterprogramm Realschule Hamburg 1852, Archive
- Anatomische Abhandlungen über die Perennibranchiaten und Derotremen, Hamburg 1864, Archive
- Amphibiorum nudorum neurologiae specimen primum, Berlin, Besser 1843, Archive
- Ichthyologische und herpetologische Bemerkungen, 1885, Digitalisat